# Andriej Kapaś
 Andriej Kapaś  (nacido el 11 de agosto de 1989) es un tenista profesional polaco.

## Carrera
Su mejor ranking individual es el N.º 485 alcanzado el 16 de julio de 2012, mientras que en dobles logró la posición 193 el 11 de junio de 2014.
Ha logrado hasta el momento ningún 1 título de la categoría ATP Challenger Tour, así como también ha obtenido varios títulos Futures tanto en individuales como en dobles.

## Títulos; 1 (0 + 1)
| Leyenda                        | Individuales | Dobles |
| ------------------------------ | ------------ | ------ |
| Grand Slam (tenis)\|Grand Slam | 0            | 0      |
| ATP World Tour Finals          | 0            | 0      |
| ATP World Tour Masters 1000    | 0            | 0      |
| ATP World Tour 500 Series      | 0            | 0      |
| ATP World Tour 250 Series      | 0            | 0      |
| ATP Challenger Series          | 0            | 1      |

### Dobles
| N.º | Fecha      | Torneo                 | Superficie | Compañero     | Oponentes en la final       | Resultado |
| --- | ---------- | ---------------------- | ---------- | ------------- | --------------------------- | --------- |
| 1.  | 18.09.2011 | Challenger de Szczecin | Tierra     | Marcin Gawron | Andrey Golubev Yuri Schukin | 6-3, 6-4  |